# Вражда (реслинг)

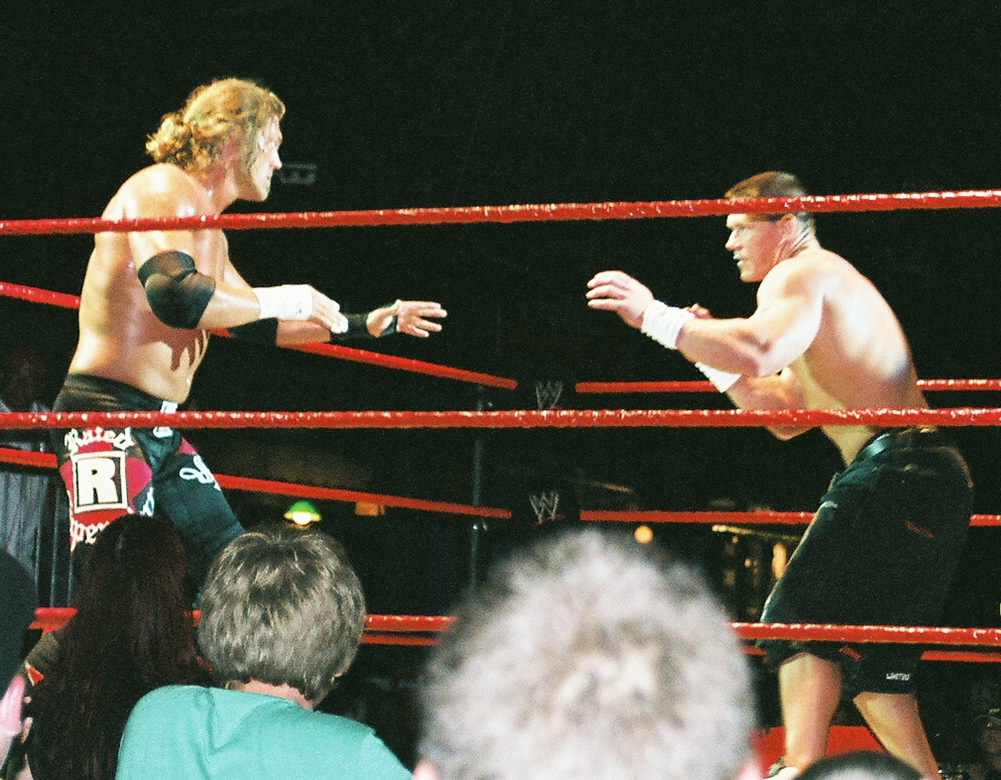
Эдж противостоял Джону Сине во время их вражды в 2006 году в WWE

Вражда (англ. Feud) в профессиональном рестлинге — это инсценированное соперничество между несколькими рестлерами или группами рестлеров. Все они интегрированы в текущие сюжетные линии, особенно в событиях, которые транслируются по телевидению. Вражда может длиться месяцами или даже годами или разрешаться с невероятной скоростью, даже возможно, во время одного матча. Однако терминология WWE не поощряла использование этого термина вместе со словом «война».

## Определение
Вражда часто является результатом трений, которые возникают между Фейсами (героическими фигурами) и Хилами (злобными, «злыми» участниками). Распространенные причины вражды являются предполагаемое пренебрежение или оскорбление, хотя они могут быть основаны на многих других причинах, включая противоречащие моральные кодексы или простое профессиональное превосходство, такое как стремление к чемпионству. Некоторые из наиболее популярных конфликтов с аудиторией связаны с натравливанием друг на друга бывших союзников, особенно партнеров по команде. В зависимости от того, насколько популярной и интересной может быть вражда, обычно практика заключается в том, что вражда продолжается неделями, обычно приводя к матчу в суперкарде.
Одной из самых продолжительных фьюдов всех времен являлась вражда между Риком Флэром и Рики Стимботом, которая, по оценкам Флэра, она насчитывала более 2000 матчей, хотя сам он признает, что большинство из этих матчей были «ограничены теми, кто был на арене».
Традиционно большинство промоушенов хотят «защитить бизнес», заставляя рестлеров выступать на публике, и таким образом ещё больше убедить живую аудиторию в том, что враждующие рестлеры действительно ненавидят друг друга и стремятся превзойти друг друга. В те дни, когда территории рестлинга были более региональными, некоторые фьюды длились годами, и если бы было показано, что враждующие рестлеры действительно были друзьями или общались как друзья на публике, то это бы разрушило их иллюзию вражды и перечеркнуло бы всю работу по её продвижению до этого момента.